# آنتولین
آنتولین (انگلیسی: Grupo Antolin) شرکت خودروسازی اسپانیایی است، که در سال ۱۹۵۰ تأسیس شد.